# Alena Özel
Alena Özel (née Hurkova le 21 juin 1984) est une ancienne joueuse de volley-ball turco-biélorusse née le 21 juin 1984. Elle mesure 1,84 m et jouait au poste de réceptionneuse-attaquante.

## Clubs
| Club                  | De        | À         |
| --------------------- | --------- | --------- |
| Atlant Baranovichi    | 2001-2002 | 2001-2002 |
| Slavyanka Minsk       | 2002-2003 | 2004-2005 |
| Azerrail Bakou        | 2006-2007 | 2006-2007 |
| Tarımspor Ankara      | 2008-2009 | 2008-2009 |
| MKE Ankaragücü        | 2009-2010 | 2009-2010 |
| TED Ankara Kolejliler | 2010-2011 | 2010-2011 |
| MKE Ankaragücü        | 2011-2012 | 2011-2012 |
| Ankara Karayolları    | 2014-2015 | 2014-2015 |
| Beşiktaş İstanbul     | 2015-2016 | 2015-2016 |
| Numune Spor           | 2016-2017 | 2016-2017 |

## Palmarès
- Championnat de Biélorussie
  - Vainqueur : 2005.